# Маунтен-В'ю (Оклахома)
Маунтен-В'ю (англ. Mountain View) — місто (англ. town) в США, в окрузі Кайова штату Оклахома. Населення — 740 осіб (2020).

## Географія
Маунтен-В'ю розташований за координатами 35°5′58″ пн. ш. 98°45′0″ зх. д. / 35.09944° пн. ш. 98.75000° зх. д. (35.099381, -98.750134).  За даними Бюро перепису населення США в 2010 році місто мало площу 1,39 км², уся площа — суходіл.

## Демографія
Згідно з переписом 2010 року, у місті мешкало 795 осіб у 335 домогосподарствах у складі 237 родин. Густота населення становила 570 осіб/км².  Було 443 помешкання (318/км²).
Расовий склад населення:
| - 79,5 % — білих - 16,5 % — корінних американців - 0,1 % — чорних або афроамериканців |

До двох чи більше рас належало 3,4 %. Частка іспаномовних становила 2,8 % від усіх жителів.
За віковим діапазоном населення розподілялося таким чином: 22,4 % — особи молодші 18 років, 54,7 % — особи у віці 18—64 років, 22,9 % — особи у віці 65 років та старші. Медіана віку мешканця становила 46,1 року. На 100 осіб жіночої статі у місті припадало 90,6 чоловіків;  на 100 жінок у віці від 18 років та старших — 83,6 чоловіків також старших 18 років.
Середній дохід на одне домашнє господарство  становив 49 226 доларів США (медіана — 38 684), а середній дохід на одну сім'ю — 62 475 доларів (медіана — 46 711). За межею бідності перебувало 19,8 % осіб, у тому числі 28,6 % дітей у віці до 18 років та 5,6 % осіб у віці 65 років та старших.
Цивільне працевлаштоване населення становило 341 осіб. Основні галузі зайнятості: освіта, охорона здоров'я та соціальна допомога — 22,9 %, сільське господарство, лісництво, риболовля — 17,3 %, мистецтво, розваги та відпочинок — 8,8 %, виробництво — 7,9 %.